# Philodromus cufrae
Philodromus cufrae là một loài nhện trong họ Philodromidae.
Loài này thuộc chi Philodromus. Philodromus cufrae được Lodovico di Caporiacco miêu tả năm 1936.